# Männerturnverein Stuttgart 1843 2020-2021
Questa voce raccoglie le informazioni riguardanti lo Männerturnverein Stuttgart 1843 nelle competizioni ufficiali della stagione 2020-2021.

## Organigramma societario
Area direttiva
- Presidente: Tim Zimmermann

Area tecnica
- Allenatore: Giannīs Athanasopoulos (fino a novembre)[1], Tore Aleksandersen (da dicembre)[2]
- Allenatore in seconda: Erik Reitsma
- Assistente allenatore: Andreas Bühler, Sebastian Schmitz
- Scoutman: Andreas Bühler, Sebastian Schmitz

Area sanitaria
- Medico: Andreas Hans Hoffmann, Frank Stefan Zieger
- Fisioterapista: Kathrin Neumaier

## Rosa
| N° | Nome                 | Ruolo | Data di nascita   | Nazionalità sportiva |
| -- | -------------------- | ----- | ----------------- | -------------------- |
| 1  | Roosa Koskelo        | L     | 20 agosto 1991    | Finlandia            |
| 2  | María Segura         | S     | 10 giugno 1992    | Spagna               |
| 4  | Juliët Lohuis        | C     | 10 settembre 1996 | Paesi Bassi          |
| 5  | Lena Grundt          | L     | 5 maggio 2004     | Germania             |
| 6  | Hester Jasper        | S     | 7 maggio 2001     | Paesi Bassi          |
| 6  | Hannah Kohn          | P     | 29 giugno 1998    | Germania             |
| 7  | Dora Grozer          | S     | 21 novembre 1995  | Germania             |
| 9  | Jenna Rosenthal      | C     | 14 maggio 1996    | Stati Uniti          |
| 10 | Pia Kästner          | P     | 29 giugno 1998    | Germania             |
| 11 | Lena Große Scharmann | O     | 24 aprile 1998    | Germania             |
| 12 | Athīna Papafōtiou    | P     | 23 agosto 1989    | Grecia               |
| 13 | Krystal Rivers       | O     | 23 maggio 1994    | Stati Uniti          |
| 14 | Helena Dornheim      | S     | 23 marzo 2004     | Germania             |
| 15 | Lara Berger          | S     | 2 novembre 2001   | Germania             |
| 16 | Michaela Mlejnková   | S     | 26 luglio 1996    | Rep. Ceca            |
| 17 | Mira Todorova        | C     | 12 aprile 1994    | Bulgaria             |

## Statistiche

### Statistiche di squadra
| Competizione      | Punti | In casa | In casa | In casa | In trasferta | In trasferta | In trasferta | Totale | Totale | Totale |
| Competizione      | Punti | G       | V       | P       | G            | V            | P            | G      | V      | P      |
| ----------------- | ----- | ------- | ------- | ------- | ------------ | ------------ | ------------ | ------ | ------ | ------ |
| 1. Bundesliga     | 48    | 15      | 13      | 2       | 15           | 9            | 6            | 30     | 22     | 8      |
| Coppa di Germania | -     | 1       | 1       | 0       | 1            | 0            | 1            | 2      | 1      | 1      |
| Champions League  | 7     | 0       | 0       | 0       | 0            | 0            | 0            | 6      | 2      | 4      |
| Totale            | -     | 16      | 14      | 2       | 16           | 9            | 7            | 38     | 25     | 13     |

G = partite giocate; V = partite vinte; P = partite perse

### Statistiche dei giocatori
| Giocatore          | 1. Bundesliga | 1. Bundesliga | 1. Bundesliga | 1. Bundesliga | 1. Bundesliga | Coppa di Germania | Coppa di Germania | Coppa di Germania | Coppa di Germania | Coppa di Germania | Champions League | Champions League | Champions League | Champions League | Champions League | Totale | Totale | Totale | Totale | Totale |
| Giocatore          | P             | PT            | AV            | MV            | BV            | P                 | PT                | AV                | MV                | BV                | P                | PT               | AV               | MV               | BV               | P      | PT     | AV     | MV     | BV     |
| ------------------ | ------------- | ------------- | ------------- | ------------- | ------------- | ----------------- | ----------------- | ----------------- | ----------------- | ----------------- | ---------------- | ---------------- | ---------------- | ---------------- | ---------------- | ------ | ------ | ------ | ------ | ------ |
| L. Berger          | 7             | 6             | 4             | 2             | 0             | 1                 | 1                 | 1                 | 0                 | 0                 | 0                | 0                | 0                | 0                | 0                | 8      | 7      | 5      | 2      | 0      |
| H. Dornheim        | -             | -             | -             | -             | -             | 2                 | 0                 | 0                 | 0                 | 0                 | -                | -                | -                | -                | -                | 2      | 0      | 0      | 0      | 0      |
| L. Große Scharmann | 28            | 99            | 84            | 8             | 7             | 2                 | 4                 | 3                 | 0                 | 1                 | 3                | 2                | 2                | 0                | 0                | 33     | 105    | 89     | 8      | 8      |
| D. Grozer          | 22            | 103           | 90            | 5             | 8             | 2                 | 18                | 15                | 3                 | 0                 | 4                | 10               | 9                | 1                | 0                | 28     | 131    | 114    | 9      | 8      |
| L. Grundt          | 1             | 0             | 0             | 0             | 0             | 1                 | 0                 | 0                 | 0                 | 0                 | -                | -                | -                | -                | -                | 2      | 0      | 0      | 0      | 0      |
| H. Jasper          | 15            | 41            | 34            | 1             | 2             | -                 | -                 | -                 | -                 | -                 | 2                | 0                | 0                | 0                | 0                | 17     | 41     | 34     | 1      | 2      |
| P. Kästner         | 27            | 37            | 19            | 9             | 9             | 2                 | 6                 | 3                 | 2                 | 1                 | 5                | 3                | 2                | 0                | 1                | 34     | 46     | 24     | 11     | 11     |
| H. Kohn            | -             | -             | -             | -             | -             | 0                 | 0                 | 0                 | 0                 | 0                 | -                | -                | -                | -                | -                | 0      | 0      | 0      | 0      | 0      |
| R. Koskelo         | 30            | 0             | 0             | 0             | 0             | 2                 | 0                 | 0                 | 0                 | 0                 | 6                | 0                | 0                | 0                | 0                | 38     | 0      | 0      | 0      | 0      |
| J. Lohuis          | 23            | 168           | 95            | 49            | 24            | 2                 | 24                | 14                | 7                 | 3                 | 6                | 51               | 29               | 13               | 9                | 31     | 243    | 138    | 69     | 36     |
| M. Mlejnková       | 28            | 335           | 287           | 25            | 23            | 2                 | 11                | 8                 | 2                 | 1                 | 6                | 87               | 78               | 3                | 6                | 36     | 433    | 373    | 30     | 30     |
| A. Papafōtiou      | 20            | 23            | 12            | 8             | 3             | 1                 | 0                 | 0                 | 0                 | 0                 | 5                | 5                | 4                | 1                | 0                | 26     | 28     | 16     | 9      | 3      |
| K. Rivers          | 22            | 466           | 413           | 38            | 15            | 2                 | 23                | 17                | 3                 | 3                 | 6                | 132              | 123              | 5                | 4                | 30     | 621    | 553    | 46     | 22     |
| J. Rosenthal       | 19            | 81            | 49            | 25            | 7             | 2                 | 1                 | 1                 | 0                 | 0                 | 1                | 0                | 0                | 0                | 0                | 22     | 82     | 50     | 25     | 7      |
| M. Segura          | 30            | 324           | 254           | 39            | 31            | 2                 | 19                | 17                | 1                 | 1                 | 6                | 55               | 44               | 3                | 8                | 38     | 398    | 315    | 43     | 40     |
| M. Todorova        | 28            | 179           | 119           | 45            | 15            | 2                 | 5                 | 4                 | 1                 | 0                 | 6                | 39               | 26               | 11               | 2                | 36     | 223    | 149    | 57     | 17     |

P = presenze; PT = punti totali; AV = attacchi vincenti; MV = muri vincenti; BV = battute vincenti